# 31501 Williamhang
31501 Williamhang è un asteroide della fascia principale. Scoperto nel 1999, presenta un'orbita caratterizzata da un semiasse maggiore pari a 2,4584959 UA e da un'eccentricità di 0,1414630, inclinata di 2,09482° rispetto all'eclittica.